# Athlétisme aux Jeux de l'Amitié
 (juillet 2018).
Les épreuves d'athlétisme aux Jeux de l'Amitié (1984) ont été disputées pour 41 spécialités (24 hommes et 17 femmes). Les hommes ont concouru dans la grande enceinte du stade central Lénine (désormais le stade Loujniki) à Moscou entre le 17 et le 18 août tandis que les femmes ont concouru au stade Evžen-Rošický à Prague en Tchécoslovaquie entre le 16 et le 18 août 1984.
Un record du monde est battu, par l'Est-Allemande Irina Meszynski, avec 73,36 m au disque.
Malgré la photo, il fut impossible de départager Alberto Juantorena (Cuba) et Ryszard Ostrowski (Pologne) sur 800 m.

## Résultats

### Hommes
| Épreuve               | Or                                                                                    | Or              | Argent                                                                              | Argent          | Bronze                                                                         | Bronze          |
| --------------------- | ------------------------------------------------------------------------------------- | --------------- | ----------------------------------------------------------------------------------- | --------------- | ------------------------------------------------------------------------------ | --------------- |
| 100 mètres            | Osvaldo Lara Cuba                                                                     | 10 s 17         | Attila Kovács Hongrie                                                               | 10 s 18         | Leandro Peñalver Cuba                                                          | 10 s 21         |
| 200 mètres            | Vladimir Muravyov Union soviétique                                                    | 20 s 34         | Aleksandr Yevgenyev Union soviétique                                                | 20 s 41         | Olaf Prenzler Allemagne de l'Est                                               | 20 s 58         |
| 400 mètres            | Viktor Markin Union soviétique                                                        | 44 s 78         | Aliaksandr Trashchyla Union soviétique                                              | 45 s 51         | Aleksandr Kurochkin Union soviétique                                           | 45 s 57         |
| 800 mètres            | Alberto Juantorena Cuba Ryszard Ostrowski Pologne                                     | 1 min 45 s 68   | non attribuée                                                                       | –               | Viktor Kalinkin Union soviétique                                               | 1 min 45 s 82   |
| 1 500 mètres          | Andreas Busse Allemagne de l'Est                                                      | 3 min 36 s 65   | Anatoliy Kalutskiy Union soviétique                                                 | 3 min 37 s 35   | Igor Lotaryov Union soviétique                                                 | 3 min 38 s 42   |
| 5 000 mètres          | Evgeni Ignatov Bulgarie                                                               | 13 min 26 s 35  | Dmitriy Dmitriyev Union soviétique                                                  | 13 min 26 s 85  | Wodajo Bulti Éthiopie                                                          | 13 min 29 s 08  |
| 10 000 mètres         | Valeriy Abramov Union soviétique                                                      | 27 min 55 s 16  | Wodajo Bulti Éthiopie                                                               | 27 min 58 s 97  | Bekele Debele Éthiopie                                                         | 28 min 03 s 06  |
| 110 mètres haies      | György Bakos Hongrie                                                                  | 13 s 52         | Vyacheslav Ustinov Union soviétique                                                 | 13 s 57         | Thomas Munkelt Allemagne de l'Est                                              | 13 s 64         |
| 400 mètres haies      | Aleksandr Vasilyev Union soviétique                                                   | 48 s 63         | Vladimir Budko Union soviétique                                                     | 48 s 74         | Toma Tomov Bulgarie                                                            | 49 s 29         |
| 3 000 mètres steeple  | Bogusław Mamiński Pologne                                                             | 8 min 27 s 15   | Hagen Melzer Allemagne de l'Est                                                     | 8 min 27 s 43   | Jan Hagelbrandt Suède                                                          | 8 min 32 s 36   |
| Relais 4 × 100 mètres | Union soviétique Aleksandr Yevgenyev Sergey Sokolov Vladimir Muravyov Nikolay Sidorov | 38 s 32         | Cuba Tomás González (athlétisme) Leandro Peñalver Silvio Leonard Osvaldo Lara       | 38 s 79         | Pologne Krzysztof Zwoliński Marian Woronin Czesław Prądzyński Arkadiusz Janiak | 38 s 81         |
| Relais 4 × 400 metres | Union soviétique Sergey Lovachev Yevgeniy Lomtev Aleksandr Kurochkin Viktor Markin    | 3 min 0 s 16    | Allemagne de l'Est Carlo Niestädt Mathias Schersing Thomas Schönlebe Jens Carlowitz | 3 min 0 s 47    | Cuba Lázaro Martínez Carlos Reyte Roberto Ramos Alberto Juantorena             | 3 min 4 s 76    |
| Marathon              | Dereje Nedi Éthiopie                                                                  | 2 h 10 min 32 s | Abebe Mekonnen Éthiopie                                                             | 2 h 11 min 30 s | Lee Jong-hyong Corée du Nord                                                   | 2 h 11 min 44 s |
| 20 km marche          | Sergey Protsishin Union soviétique                                                    | 1 h 21 min 57 s | Anatoliy Solomin Union soviétique                                                   | 1 h 22 min 21 s | Nikolay Polozov Union soviétique                                               | 1 h 22 min 40 s |
| 50 km marche          | Andrey Perlov Union soviétique                                                        | 3 h 43 min 06 s | Pavol Szikora Tchécoslovaquie                                                       | 3 h 45 min 53 s | Viktor Dorovskikh Union soviétique                                             | 3 h 58 min 47 s |
| Hauteur               | Valeriy Sereda Union soviétique Javier Sotomayor Cuba                                 | 2,25 m          | aucune médaille attribuée                                                           | –               | Dariusz Zielke Pologne                                                         | 2,20 m          |
| Saut à la perche      | Konstantin Volkov Union soviétique                                                    | 5,80 m          | Sergueï Bubka Union soviétique                                                      | 5,70 m          | Aleksandr Krupskiy Union soviétique                                            | 5,70 m          |
| Saut en longueur      | Konstantin Semykin Union soviétique                                                   | 8,38 m          | Jaime Jefferson Cuba                                                                | 8,37 m          | Serhiy Layevskyy Union soviétique                                              | 8,22 m          |
| Triple saut           | Oleg Protsenko Union soviétique                                                       | 17,46 m         | Oleksandr Iakovliev Union soviétique                                                | 17,41 m         | Khristo Markov Bulgarie                                                        | 17,29 m         |
| Lancer du poids       | Sergey Kasnauskas Union soviétique                                                    | 21,64 m         | Udo Beyer Allemagne de l'Est                                                        | 21,60 m         | Volodymyr Kyselyov Union soviétique                                            | 21,58 m         |
| Lancer du disque      | Yuriy Dumchev Union soviétique                                                        | 66,70 m         | Juan Martínez Cuba                                                                  | 66,04 m         | Jürgen Schult Allemagne de l'Est                                               | 66,02 m         |
| Lancer du marteau     | Youri Sedykh Union soviétique                                                         | 85,60 m         | Igor Nikulin Union soviétique                                                       | 82,56 m         | Sergey Litvinov Union soviétique                                               | 81,30 m         |
| Lancer du javelot     | Uwe Hohn Allemagne de l'Est                                                           | 94,44 m         | Detlef Michel Allemagne de l'Est                                                    | 88,32 m         | Zdeněk Adamec Tchécoslovaquie                                                  | 87,10 m         |
| Décathlon             | Grigoriy Degtyaryev Union soviétique                                                  | 8 523 pts       | Torsten Voss Allemagne de l'Est                                                     | 8 450 pts       | Igor Sobolevskiy Union soviétique                                              | 8 433 pts       |

### Femmes
| Épreuve               | Or                                                                             | Or              | Argent                                                                                    | Argent          | Bronze                                                                               | Bronze          |
| --------------------- | ------------------------------------------------------------------------------ | --------------- | ----------------------------------------------------------------------------------------- | --------------- | ------------------------------------------------------------------------------------ | --------------- |
| 100 mètres            | Marlies Göhr Allemagne de l'Est                                                | 10 s 95         | Lyudmila Kondratyeva Union soviétique                                                     | 11 s 02         | Anelia Nuneva Bulgarie                                                               | 11 s 10         |
| 200 mètres            | Bärbel Wöckel Allemagne de l'Est                                               | 22 s 15         | Svetlana Zhizdrikova Union soviétique                                                     | 22 s 75         | Nadezhda Georgieva Bulgarie                                                          | 22 s 79         |
| 400 mètres            | Marita Koch Allemagne de l'Est                                                 | 48 s 16         | Tatána Kocembová Tchécoslovaquie                                                          | 48 s 73         | Olga Vladykina Union soviétique                                                      | 49 s 52         |
| 800 mètres            | Irina Podyalovskaya Union soviétique                                           | 1 min 57 s 31   | Zuzana Moravčíková Tchécoslovaquie                                                        | 1 min 58 s 06   | Nadezhda Olizarenko Union soviétique                                                 | 1 min 58 s 10   |
| 1 500 mètres          | Nadezhda Ralldugina Union soviétique                                           | 3 min 56 s 63   | Ravilya Agletdinova Union soviétique                                                      | 3 min 58 s 70   | Yekaterina Podkopayeva Union soviétique                                              | 4 min 01 s 61   |
| 3 000 mètres          | Tatyana Kazankina Union soviétique                                             | 8 min 33 s 01   | Natalya Artyomova Union soviétique                                                        | 8 min 40 s 53   | Olga Bondarenko Union soviétique                                                     | 8 min 43 s 74   |
| 100 mètres haies      | Yordanka Donkova Bulgarie                                                      | 12 s 55         | Sabine Paetz Allemagne de l'Est                                                           | 12 s 60         | Lucyna Kałek Pologne                                                                 | 12 s 61         |
| 400 mètres haies      | Marina Stepanova Union soviétique                                              | 53 s 67         | Yekaterina Grun Union soviétique                                                          | 54 s 42         | Margarita Ponomaryova Union soviétique                                               | 54 s 65         |
| Relais 4 × 100 mètres | Bulgarie Pepa Pavlova Anelia Nuneva Nadezhda Georgieva Liliyana Ivanova        | 42 s 62         | Union soviétique Lyudmila Kondratyeva Maia Azarashvili Svetlana Zhizdrikova Olga Antonova | 42 s 71         | Tchécoslovaquie Eva Murková Taťána Kocembová Renata Černochová Jarmila Kratochvílová | 43 s 21         |
| Relais 4 × 400 mètres | Union soviétique Irina Baskakova Irina Nazarova Mariya Pinigina Olga Vladykina | 3 min 19 s 12   | Tchécoslovaquie Alena Bulířová Zuzana Moravčíková Jarmila Kratochvílová Taťána Kocembová  | 3 min 21 s 89   | Bulgarie Galina Penkova Katia Ilieva Radostina Shtereva Rositsa Stamenova            | 3 min 28 s 34   |
| Marathon              | Zoya Ivanova Union soviétique                                                  | 2 h 33 min 44 s | Lucia Belyayeva Union soviétique                                                          | 2 h 33 min 54 s | Raisa Smekhnova Union soviétique                                                     | 2 h 33 min 59 s |
| Saut en hauteur       | Lyudmila Andonova Bulgarie                                                     | 1,96 m          | Galina Butusova Union soviétique                                                          | 1,96 m          | Tamara Bykova Union soviétique                                                       | 1,96 m          |
| Saut en longueur      | Heike Drechsler Allemagne de l'Est                                             | 7,15 m          | Helga Radtke Allemagne de l'Est                                                           | 7,11 m          | Galina Chistyakova Union soviétique                                                  | 7,11 m          |
| Lancer du poids       | Natalya Lisovskaya Union soviétique                                            | 21,96 m         | Helena Fibingerová Tchécoslovaquie                                                        | 21,33 m         | Nunu Abashidze Union soviétique                                                      | 21,18 m         |
| Lancer du disque      | Irina Meszynski Allemagne de l'Est                                             | 73,36 m (WR)    | Galina Murašova Union soviétique                                                          | 72,14 m         | Zdenka Šilhavá Tchécoslovaquie                                                       | 70,14 m         |
| Lancer du javelot     | Petra Felke Allemagne de l'Est                                                 | 73,30 m         | Antoaneta Todorova Bulgarie                                                               | 65,40 m         | María Caridad Colón Cuba                                                             | 64,34 m         |
| Heptathlon            | Natalya Gracheva Union soviétique                                              | 6 477 pts       | Nadezhda Vinogradova Union soviétique                                                     | 6 357 pts       | Heike Tischler Allemagne de l'Est                                                    | 6 290 pts       |